# Henrik Lundqvist
Temple de la renommée : 2023
Henrik Björn Lundqvist (né le 2 mars 1982 à Åre en Suède) est un joueur professionnel suédois de hockey sur glace qui évoluait au poste de gardien de but. Il a été considéré comme l'un des meilleurs gardien du monde. Il a un frère jumeau, Joel Lundqvist, également joueur de hockey mais qui évolue en tant que centre.

## Biographie

### Carrière en Europe
Après avoir commencé le hockey au Järpens IF, Lundqvist entame sa carrière professionnelle à l'âge de 18 ans au sein de l'équipe du Frölunda HC, connue à l'époque sous le nom de Västra Frölunda, dans l'Elitserien. Il évoluait déjà depuis un an au sein de l'équipe de moins de 20 ans du club. En 2000, il est également choisi en 205e position lors du 7e tour du repêchage d'entrée dans la Ligue nationale de hockey par les Rangers de New York. Malgré cela, il reste jouer dans son pays pour les cinq saisons suivantes.
En 180 matchs avec Frölunda, il a une moyenne de 1,96 but encaissé et 92,7 % d'arrêts. L'équipe accède quatre saisons de suite aux séries éliminatoires, avec deux titres de champion, en 2003 et 2005.
Au cours des séries éliminatoires de la saison 2004-2005, il bat quatre records de la ligue :
- le plus bas taux de buts accordés (1,05) ;
- le meilleur taux d'arrêts (96,2 %) ;
- le plus long temps de jeu sans buts accordés (172 minutes et 29 secondes) ;
- le plus grand nombre de blanchissages (6).

Il est également nommé meilleur gardien de l'année, meilleur joueur suédois de l'année pour le championnat élite mais également tous championnats confondus. Il reçoit ainsi le Guldpucken et le Guldhjälmen.
Le 29 septembre 2005, les Rangers et Lundqvist signent un contrat et le suédois arrive en Amérique du Nord.

### Carrière dans la LNH

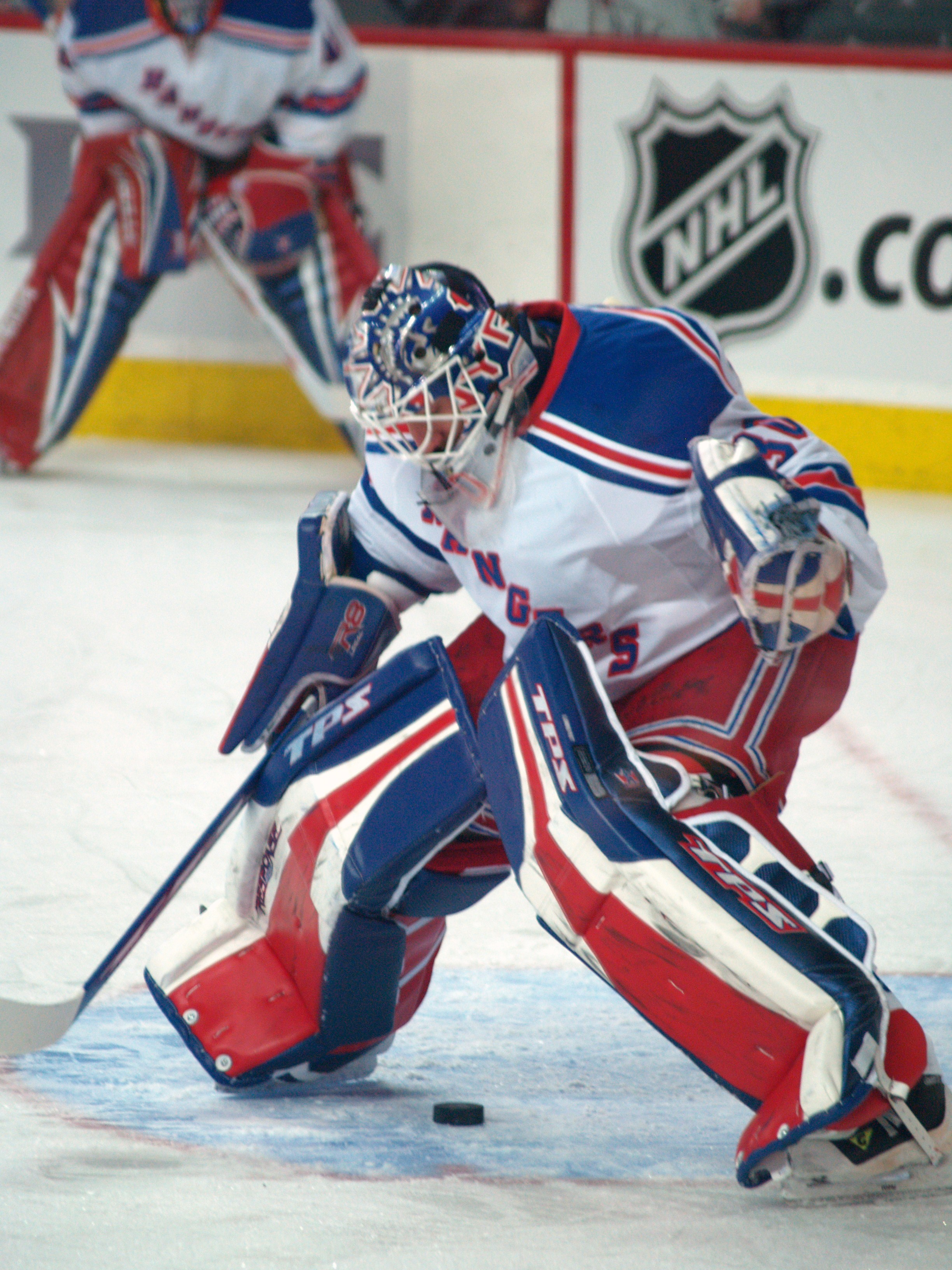
Lundqvist sous le maillot des Rangers de New York.

Le 13 octobre 2005, il réalise sa première victoire dans la LNH contre les Devils du New Jersey et quatre jours plus tard son premier blanchissage contre les Panthers de la Floride. Kevin Weekes, le gardien titulaire des Rangers, étant blessé, il assume l'intérim et est rapidement plébiscité par le public.
Le 22 janvier, contre les Devils, il enregistre sa 20e victoire. Il est le premier gardien des Rangers depuis Mike Richter à compter 20 victoires lors de sa première saison. Il ne s'arrête pas là et le 29 mars contre les Islanders, il compte sa 30e victoire et inscrit un record pour un gardien-recrue des Rangers.
À la fin de la saison, il est finaliste pour gagner le trophée Vézina mais finalement Miikka Kiprusoff des Flames de Calgary le devance. Pour le trophée Calder de meilleure recrue, il ne finit pas dans les finalistes, ceci en raison d'une saison exceptionnelle avec l'émergence de talents tels qu' Aleksandr Ovetchkine, Sidney Crosby ou encore Dion Phaneuf. Il est tout de même désigné meilleur gardien débutant de la LNH.
Le 14 décembre 2006, lors d'un match contre les Stars de Dallas, il affronte son frère jumeau. Le match tourne à l'avantage du gardien de but (5-2).
Le 11 juillet 2007, il signe un nouveau contrat d'un an de 4,25 millions de dollars américains (à comparer aux 817 000 $US qu'il touchait la saison précédente).
Le 12 février 2008, le cerbère Suédois signe un contrat à long terme avec les Rangers de New York. Ce pacte de 6 ans lui apportera annuellement environ 6,5 millions de dollars américains.
À l'issue de la saison 2011-2012, il est finaliste du Trophée Vézina avec Jonathan Quick des Kings de Los Angeles et Pekka Rinne des Predators de Nashville. Lundqvist reçoit finalement cette récompense.
Le 4 décembre 2013, l'organisation des Rangers de New York, annonce qu'elle prolonge le contrat de Lundqvist de 7 saisons et 59,5 millions de dollars américains. Il devient alors le gardien de but le mieux payé de la LNH avec un salaire annuel de 8.5 millions de dollars américains.
Après avoir passé 15 ans avec les Rangers, Lundqvist signe en octobre 2020 son transfert pour un contrat d'un an auprès des Capitals de Washington. Le 17 décembre 2020, il annonce par un communiqué sur Twitter qu'il ne jouera pas la saison 2020-2021 à cause d'un problème cardiaque ,.
Le 20 août 2021, il annonce qu'il prend sa retraite.

### Carrière internationale

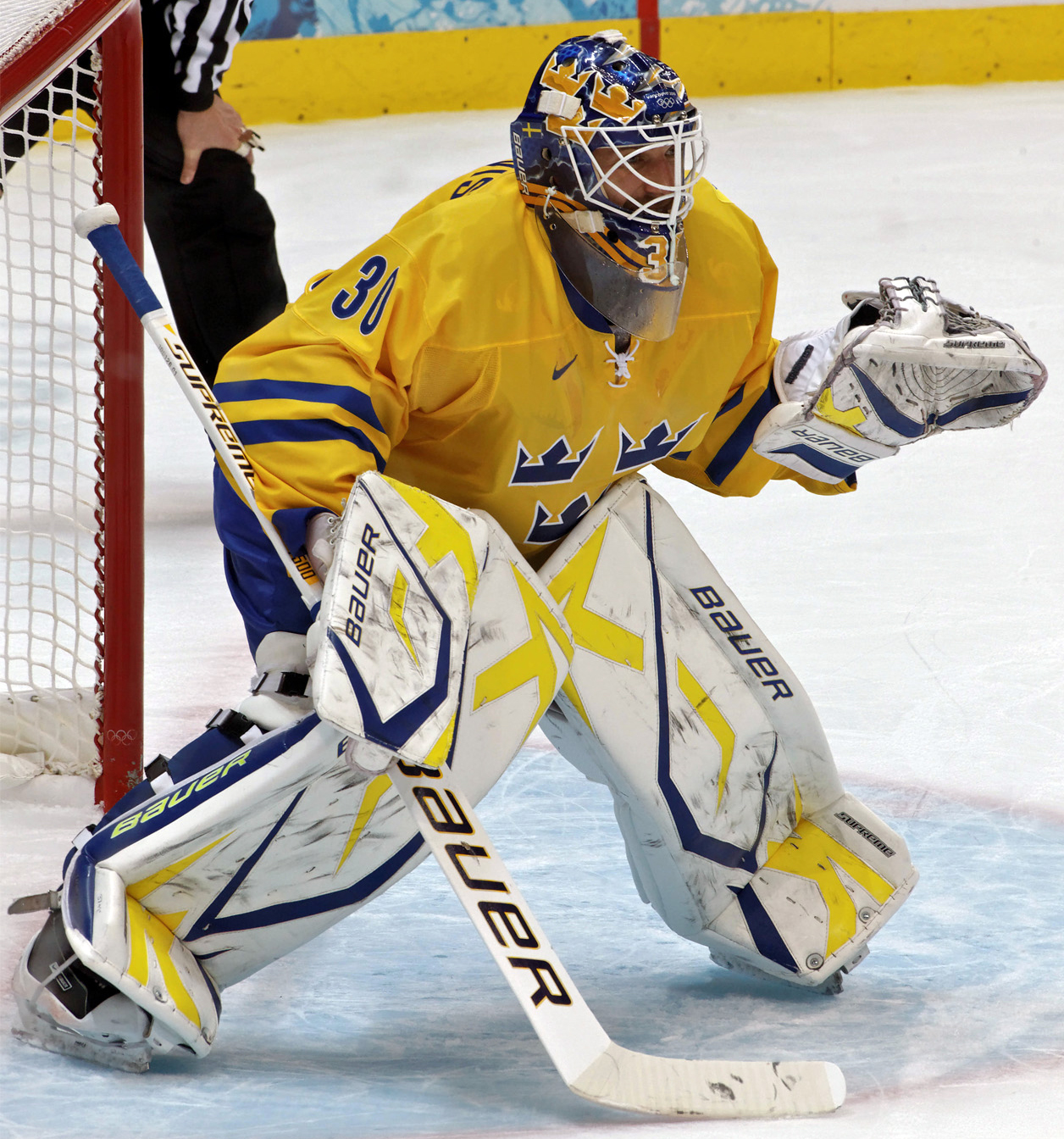
Lundqvist avec la Suède lors des Jeux olympiques de Vancouver.

En 2000, Lundqvist fait ses premiers pas dans les championnats internationaux en participant avec l'équipe de Suède des moins de 18 ans aux championnats du monde. En 2001 et 2002, il se joint à l'équipe junior pour le championnat du monde junior.
À partir de 2003, il joue avec l'équipe nationale sénior et gagne en 2003 et 2004 la médaille d'argent des championnats du monde. Lors de cette dernière édition, il est sacré meilleur gardien du tournoi et a sa place dans l'équipe type du tournoi.
Il participe aux Jeux olympiques d'hiver de 2006 à Turin en Italie, remportant avec la Suède la médaille d'or. En six matchs olympiques, Lundqvist a une fiche de cinq victoires et une défaite, n'accordant que douze buts.
En 2010, Il participe aux Jeux olympiques de Vancouver, s'alignant avec l'équipe de la Suède. Il a mené tous les gardiens présents aux jeux avec la meilleure moyenne de buts alloués et s'est classé 4e pour le meilleur pourcentage d'arrêts. Son équipe n'a pu se qualifier pour le carré final, terminant 5e au classement général.
Après avoir été éliminé avec les Rangers de New York au 2e tour des séries éliminatoires de la Coupe Stanley 2017, il rejoint l'équipe de Suède au championnat du monde et remporte la médaille d'or.

### Roller in line hockey
En 2002, il participe aux Championnats du monde de roller in line hockey. La Suède est championne du monde.

## Statistiques

### En club
| Saison     | Équipe              | Ligue      |     | Saison régulière | Saison régulière | Saison régulière | Saison régulière | Saison régulière | Saison régulière | Saison régulière | Saison régulière | Saison régulière | Saison régulière |    | Séries éliminatoires | Séries éliminatoires | Séries éliminatoires | Séries éliminatoires | Séries éliminatoires | Séries éliminatoires | Séries éliminatoires | Séries éliminatoires | Séries éliminatoires |
| Saison     | Équipe              | Ligue      | PJ  | V                | D                | Pr/N             | Min              | BC               | Moy              | % Arr            | Bl               | Pun              | PJ               | V  | D                    | Min                  | BC                   | Moy                  | % Arr                | Bl                   | Pun                  |                      |                      |
| 2000-2001  | Frölunda HC         | Elitserien | 4   |                  |                  |                  | 191              | 11               | 3,46             | 88,2             | 0                | 2                |                  |    |                      |                      |                      |                      |                      |                      |                      |                      |                      |
| 2001-2002  | Frölunda HC         | Elitserien | 20  |                  |                  |                  | 1 153            | 52               | 2,71             | 89,9             | 2                | 4                | 8                | 8  | 0                    | 490                  | 18                   | 2,21                 | 93,1                 | 0                    | 0                    |                      |                      |
| 2002-2003  | Frölunda HC         | Elitserien | 28  |                  |                  |                  | 1 651            | 40               | 1,45             | 94,8             | 6                | 4                | 12               |    |                      | 740                  | 26                   | 2,11                 | 82,2                 | 2                    | 0                    |                      |                      |
| 2003-2004  | Frölunda HC         | Elitserien | 48  |                  |                  |                  | 2 898            | 105              | 2,17             | 92,7             | 7                | 4                | 10               |    |                      | 610                  | 20                   | 1,97                 | 93,6                 | 0                    | 0                    |                      |                      |
| 2004-2005  | Frölunda HC         | Elitserien | 44  | 33               | 8                | 3                | 2 641            | 79               | 1,79             | 93,5             | 6                | 2                | 14               | 12 | 2                    | 855                  | 15                   | 1,05                 | 96,2                 | 6                    | 0                    |                      |                      |
| 2005-2006  | Rangers de New York | LNH        | 53  | 30               | 12               | 9                | 3 111            | 116              | 2,24             | 92,2             | 2                | 0                | 3                | 0  | 3                    | 177                  | 13                   | 4,41                 | 83,5                 | 0                    | 0                    |                      |                      |
| 2006-2007  | Rangers de New York | LNH        | 70  | 37               | 22               | 8                | 4 109            | 160              | 2,34             | 91,7             | 5                | 0                | 10               | 6  | 4                    | 637                  | 22                   | 2,07                 | 92,4                 | 1                    | 0                    |                      |                      |
| 2007-2008  | Rangers de New York | LNH        | 72  | 37               | 24               | 10               | 4 305            | 160              | 2,23             | 91,2             | 10               | 2                | 10               | 5  | 5                    | 608                  | 26                   | 2,57                 | 90,9                 | 1                    | 0                    |                      |                      |
| 2008-2009  | Rangers de New York | LNH        | 70  | 38               | 25               | 7                | 4 153            | 168              | 2,43             | 91,6             | 3                | 0                | 7                | 3  | 4                    | 380                  | 19                   | 3,00                 | 90,8                 | 1                    | 0                    |                      |                      |
| 2009-2010  | Rangers de New York | LNH        | 73  | 35               | 27               | 10               | 4 204            | 167              | 2,38             | 92,1             | 4                | 0                | -                | -  | -                    | -                    | -                    | -                    | -                    | -                    | -                    |                      |                      |
| 2010-2011  | Rangers de New York | LNH        | 68  | 36               | 27               | 16               | 4 007            | 152              | 2,28             | 92,3             | 4                | 6                | 5                | 1  | 4                    | 346                  | 13                   | 2,25                 | 91,7                 | 0                    | 0                    |                      |                      |
| 2011-2012  | Rangers de New York | LNH        | 62  | 39               | 18               | 5                | 3 754            | 123              | 1,97             | 93               | 8                | 4                | 20               | 10 | 10                   | 1 251                | 38                   | 1,82                 | 93,1                 | 3                    | 0                    |                      |                      |
| 2012-2013  | Rangers de New York | LNH        | 43  | 24               | 16               | 3                | 2 575            | 88               | 2,05             | 92,6             | 2                | 0                | 12               | 5  | 7                    | 756                  | 411                  | 2,14                 | 93,4                 | 2                    | 0                    |                      |                      |
| 2013-2014  | Rangers de New York | LNH        | 63  | 33               | 24               | 5                | 3 655            | 144              | 2,36             | 92               | 5                | 0                | 25               | 13 | 11                   | 1 516                | 54                   | 2,14                 | 92,7                 | 1                    | 0                    |                      |                      |
| 2014-2015  | Rangers de New York | LNH        | 46  | 30               | 13               | 3                | 2 743            | 103              | 2,25             | 92,2             | 5                | 0                | 19               | 11 | 8                    | 1 166                | 41                   | 2,11                 | 92,8                 | 0                    | 0                    |                      |                      |
| 2015-2016  | Rangers de New York | LNH        | 65  | 35               | 21               | 7                | 3 772            | 156              | 2,48             | 92               | 4                | 4                | 5                | 1  | 3                    | 205                  | 15                   | 4,39                 | 86,7                 | 0                    | 0                    |                      |                      |
| 2016-2017  | Rangers de New York | LNH        | 57  | 31               | 20               | 4                | 3 240            | 148              | 2,74             | 91               | 2                | 0                | 12               | 6  | 6                    | 775                  | 29                   | 2,25                 | 92,7                 | 1                    | 0                    |                      |                      |
| 2017-2018  | Rangers de New York | LNH        | 63  | 26               | 26               | 7                | 3 503            | 174              | 2,88             | 91,5             | 2                | 0                | -                | -  | -                    | -                    | -                    | -                    | -                    | -                    | -                    |                      |                      |
| 2018-2019  | Rangers de New York | LNH        | 52  | 18               | 23               | 10               | 3 089            | 158              | 3,07             | 90,7             | 0                | 0                | -                | -  | -                    | -                    | -                    | -                    | -                    | -                    | -                    |                      |                      |
| 2019-2020  | Rangers de New York | LNH        | 30  | 10               | 12               | 3                | 1 597            | 84               | 3,16             | 90,5             | 1                | 2                | 2                | 0  | 2                    | 119                  | 7                    | 3,52                 | 90,1                 | 0                    | 0                    |                      |                      |
| Totaux LNH | Totaux LNH          | Totaux LNH | 887 | 459              | 310              | 96               | 50 220           | 2 017            | 2,44             | 91,8             | 64               | 18               | 128              | 61 | 65                   | 7 816                | 297                  | 2,28                 | 92,2                 | 10                   | 0                    |                      |                      |

### En équipe nationale
| Année | Équipe    | Compétition                 |   | PJ  | Min | BC   | Moy  | % Arr | Bl | Pun                    |  | Résultat |
| 2000  | Suède U18 | Championnat du monde U18    | 4 | 240 | 9   | 2,25 | 93,9 | 0     | 0  | 3e place               |  |          |
| 2001  | Suède U20 | Championnat du monde junior | 7 | 419 | 13  | 1,86 | 92,8 | 0     | 0  | 4e place               |  |          |
| 2002  | Suède U20 | Championnat du monde junior | 7 | 419 | 15  | 2,15 | 90,6 | 1     | 0  | 6e place               |  |          |
| 2004  | Suède     | Championnat du monde        | 8 | 476 | 13  | 1,64 | 92,5 | 1     |    | Vice-champion du monde |  |          |
| 2005  | Suède     | Championnat du monde        | 9 | 510 | 20  | 2,35 | 89,4 | 1     | 0  | 4e place               |  |          |
| 2006  | Suède     | Jeux olympiques d'hiver     | 6 | 360 | 14  | 2,33 | 90,7 | 0     | 0  | Champion olympique     |  |          |
| 2008  | Suède     | Championnat du monde        | 5 | 283 | 14  | 2,97 | 91,1 | 0     | 10 | 4e place               |  |          |
| 2010  | Suède     | Jeux olympiques d'hiver     | 3 | 179 | 4   | 1,34 | 92,7 | 2     | 0  | 5e place               |  |          |
| 2014  | Suède     | Jeux olympiques d'hiver     | 6 | 360 | 9   | 1,50 | 94,3 | 2     | 0  | Médaille d'argent      |  |          |
| 2016  | Suède     | Coupe du monde              | 3 | 187 | 7   | 2,25 | 94,0 | 1     | 0  | 3e place               |  |          |
| 2017  | Suède     | Championnat du monde        | 5 | 320 | 7   | 1,31 | 94,6 | 0     | 0  | Champion du monde      |  |          |
| 2019  | Suède     | Championnat du monde        | 6 |     |     | 2,84 | 88,7 |       |    | Cinquième              |  |          |

## Trophées et honneurs personnels

### Elitserien
- 2002 : il est nommé joueur junior de l'année;
- Trophée Honkens (meilleur gardien de l'année) en 2003, 2004 et 2005.
- Il reçoit le Guldpucken (Palet d'or) en 2005 en tant que joueur de l'année. Cette même saison, il reçoit le Guldhjälmen  (Casque d'or) en tant que joueur le plus important de la saison.
- Champion de l'Elitserien avec le Frölunda HC en 2003 et 2005.

### Ligue nationale de hockey
- Nommé pour le trophée Vézina en 2006.
- Nommé dans l'équipe d'étoiles des recrues de 2006.
- 2012 : participe au 59e Match des étoiles.
- 2012 : remporte le Trophée Vézina.
- 2012 : nommé dans la première équipe d'étoiles.